# 丸尾興堂
丸尾 興堂（まるお こうどう、1840年《旧暦天保11年5月》 - 1914年《大正3年》1月18日）は、日本の医師。丸尾家の歴代当主は瞭益（りょうえき）と号していたため、二代目 丸尾 瞭益（にだいめ まるお りょうえき）、または新字体で二代目 丸尾 瞭益（にだいめ まるお りょうえき）と呼ばれることもある。
城東病院院長（初代）、復明館眼科医院院長（初代）などを歴任した。

## 概要
遠江国出身の眼科医である。僧侶の圓哉から漢方医学を学ぶとともに、宣教師のジェームス・カーティス・ヘボンから西洋医学を学んだのち、日本で初めて近代的な眼科病院を開設したことで知られている。丸尾の下には眼科医を目指す多くの若人が集まり、静岡県立大学の母体となる静岡女子薬学校を創設した岩﨑照吉や、日本で初めての女性眼科医として知られる右田アサをはじめ、日本の医療界を支える数多くの俊英を育てた。

## 来歴

### 生い立ち
1840年（旧暦天保11年5月）、遠江国の城東郡池新田村にて生まれた。丸尾家は医業を家業としており、父である丸尾良益は腕のいい眼科医として名声が高かった。興堂は良益の二男として生まれたが、若くして兄が亡くなったため、兄に代わって嗣子となった。12歳の頃から漢籍を学ぶ。
その後、父と同じく眼科医を志し、尾張国の海東郡馬島村に赴き、天台宗の寺院である明眼院の門を叩いた。明眼院は日本最古の眼科医療施設としても知られており、各地から患者が集まってきていた。この明眼院にて院主の圓哉からおよそ10年間にわたり漢方医学を学び、漢方に基づいた眼科の治療法を身に着けた。

### 眼科医として

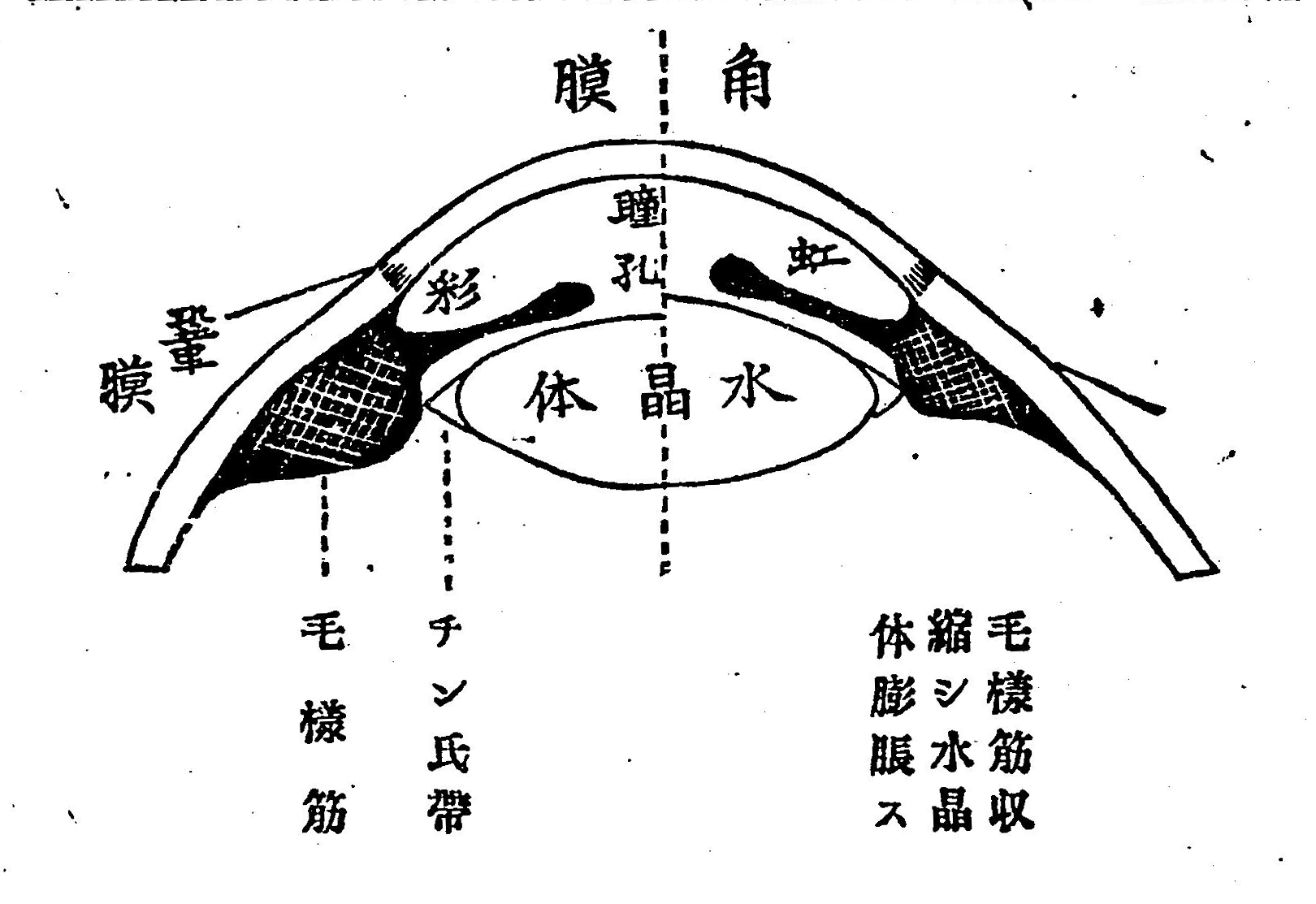
興堂が監修した眼球の構造図

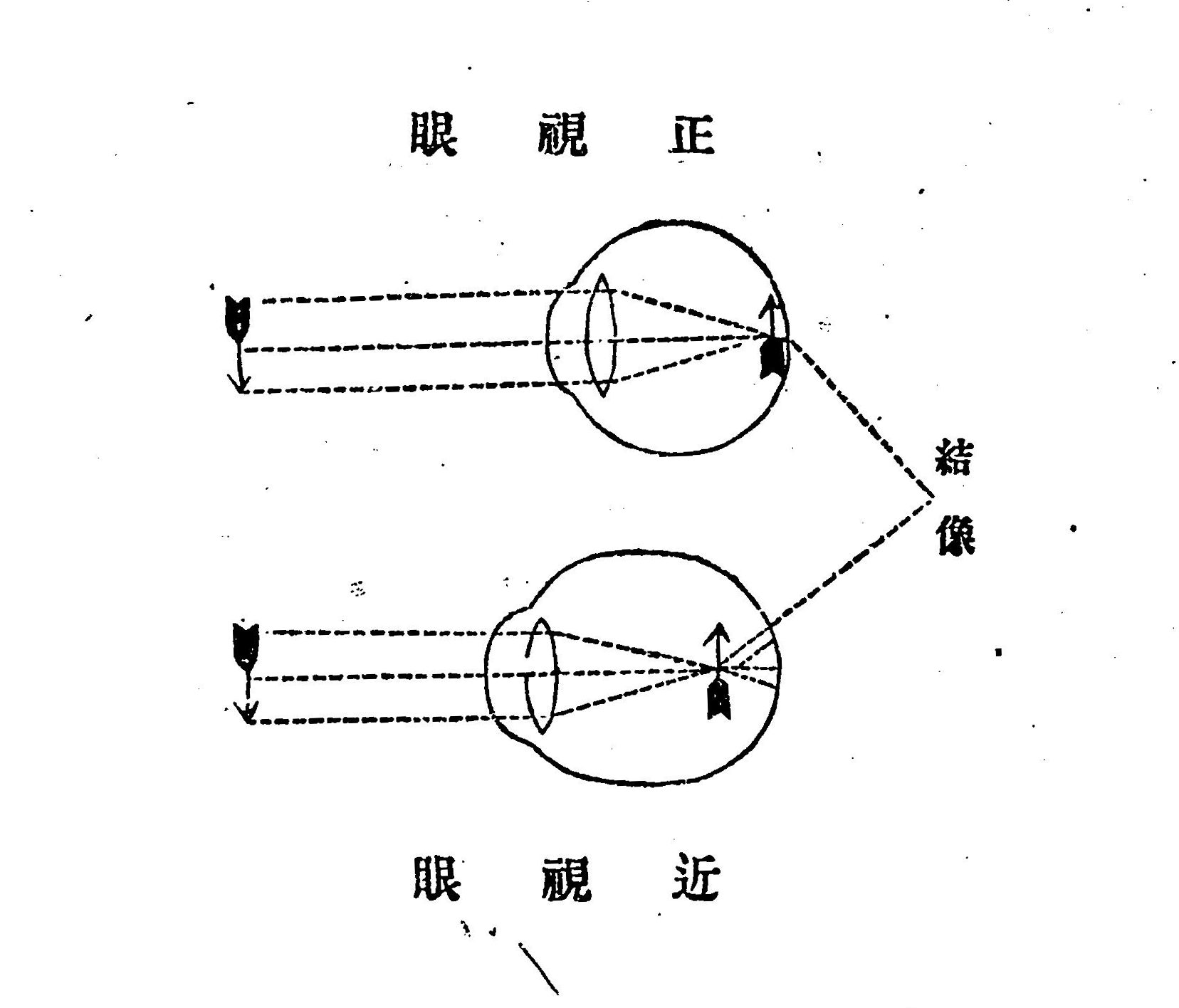
興堂が監修した正視眼と近視眼の図

1865年（旧暦慶応元年）、故郷である城東郡の池新田村に戻り、診療所を開業した。その後、漢方医術だけでなく西洋医術も習得したいと考え、武蔵国の橘樹郡に赴きジェームス・カーティス・ヘボンに弟子入りする。ヘボンは「ヘボン式ローマ字」でも知られている宣教師だが、医師でもあったため、当時は橘樹郡にて神奈川施療所を開業していた。ヘボンの手解きにより西洋医学を学んだ。
1882年（明治15年）には、内科医の早川養順を招聘し、池新田村に城東病院を開院した。内科は早川に任せるとともに、自らは眼科を担当した。この城東病院は、日本で初めての近代的な眼科病院として知られている。漢方医術のみならず最新の西洋医術も取り入れた巧みな診察は評判を呼び、同年には同じく静岡県城東郡の横須賀町にて城東病院の分院を設置するに至った。さらに、静岡県においては榛原郡川崎町、静岡市、有渡郡清水町に眼科出張所を開設した。眼科医として知られるようになったことから、眼科医を目指す若人らも集まるようになった。一例として、脚が不自由で学校に通えなかったにもかかわらず、どうしても眼科医になりたいと希望する岩﨑照吉の入門を許している。
1888年（明治21年）、丸尾家の当主が医師として代々名乗ってきた「瞭益」という号を、自身の娘婿であり養嗣子としていた丸尾礼作に譲った。また、城東病院を復明館眼科医院に改組した。当主の座を譲って以降も意気盛んであり、静岡県の主要な街に次々と分院や出張所を設置した。復明館眼科医院の規模が大きくなってきたことから、多くの人材が必要となり、上京する度に優秀な眼科医のスカウトに励んだ。日本で初めての女性眼科医として知られる右田アサも、興堂のスカウトに応じて復明館眼科医院に勤務した眼科医の一人である。1906年（明治39年）、自身の長男である丸尾晋が帰郷したため、静岡出張所を本院として晋に任せるとともに、自身はその後も診療にあたった。
およそ30年間で8万名から9万名ほどの患者を治療し、医療費の払えない困窮者1000名以上に対しても施薬を行ったという。

## 人物
復明館丸尾家の当主は「瞭益」という号を名乗っていたため、書籍でもその名義を用いていた。美甘光太郞が上梓した学童の近視に関する専門書においては、内容の監修を行っている。なお、美甘は眼科医であり、復明館眼科医院の沼津分院にて分院長を務めていた。

## 家族・親族

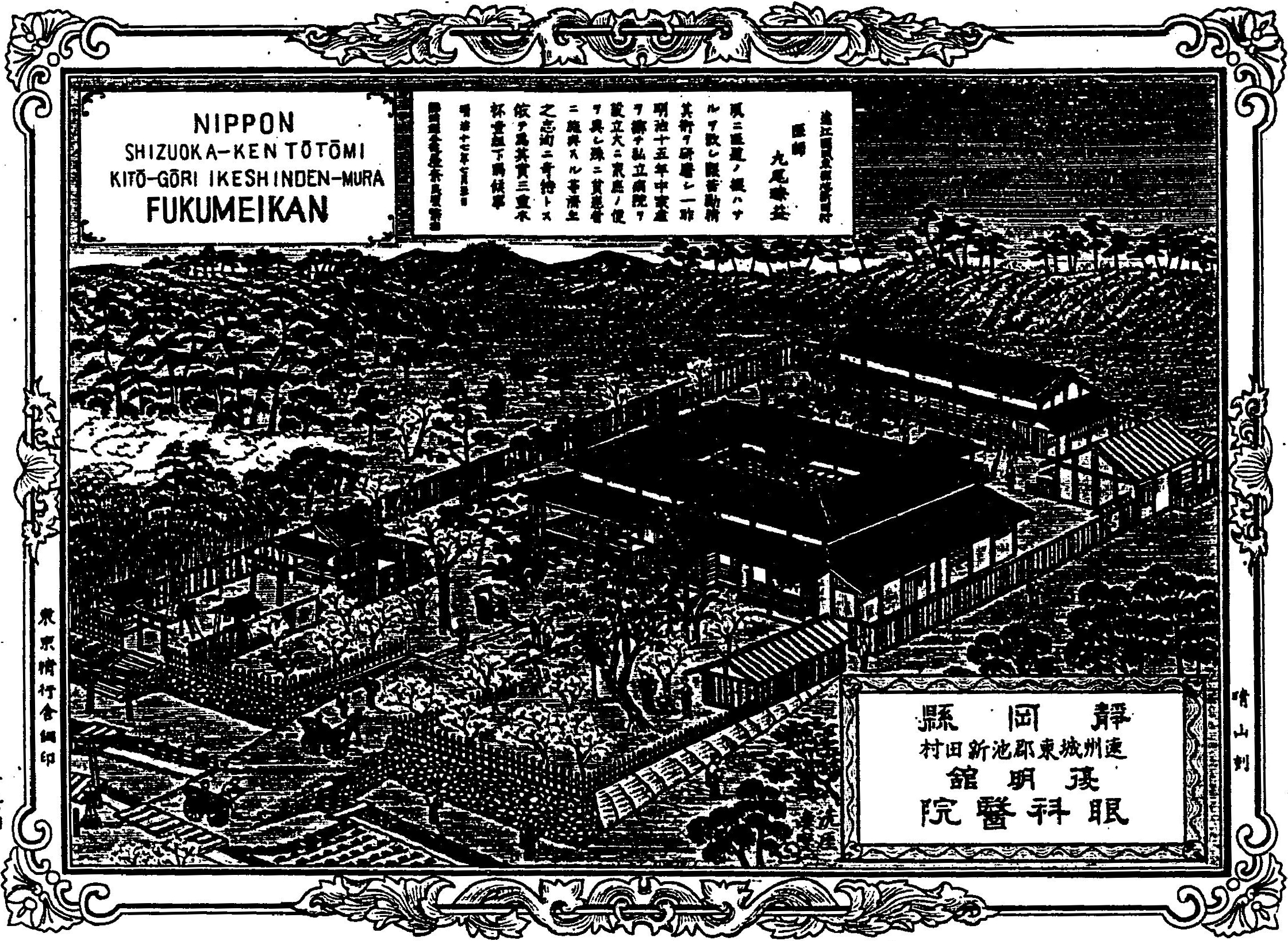
『日本博覧圖――靜岡縣』に掲載された復明館眼科医院の全景

復明館丸尾家は医師を多数輩出した家柄である。もともと丸尾家は遠江国城東郡池新田村で農業を営んでいたが、当主たる丸尾兵三郎の長男は農業に関心がなかったため、自身の弟に家督を譲って家業を任せると、自らは医業に携わるようになった。この兵三郎の長男が、医家としての丸尾家の初代となる。その兵三郎の長男には嫡子がなかったため、静岡浅間神社の神官の三男と自身の姪とを結婚させたうえで、養嗣子とした。こうして2代目となった丸尾良益は名医として知られるようになり、横須賀藩の藩主から「復明館」との屋号を与えられた。なお、良益は「瞭益」と号するようになったため、のちに復明館丸尾家の当主は代々「瞭益」と号するようになった。この良益の二男が丸尾興堂である。なお、興堂の長男である丸尾晋も医学者となり東京女医学校教授などを歴任しているが、復明館丸尾家の家督は興堂の娘婿である丸尾礼作が継いでいる。そのほか、帝京大学名誉教授となった眼科医の丸尾敏夫など、係累から多くの医師を輩出している。
- 丸尾兵三郎（曾祖父） - 農家[2][7]
- 丸尾良益（父） - 医師[7]
- 丸尾晋（長男） - 医学者
- 丸尾礼作（娘婿・養嗣子） - 医師

## 系譜
|            |            |            |            |            |            |  |  |              |              |              |              |              |              |  |  |              |              |              |              |              |              |  |  |          |          |          |          |          |          |  |  |          |          |          |          |          |          |  |  |
| 丸尾兵三郎 | 丸尾兵三郎 | 丸尾兵三郎 | 丸尾兵三郎 | 丸尾兵三郎 | 丸尾兵三郎 |  |  | 兵三郎の長男 | 兵三郎の長男 | 兵三郎の長男 | 兵三郎の長男 | 兵三郎の長男 | 兵三郎の長男 |  |  |              |              |              |              |              |              |  |  |          |          |          |          |          |          |  |  |          |          |          |          |          |          |  |  |
| 丸尾兵三郎 | 丸尾兵三郎 | 丸尾兵三郎 | 丸尾兵三郎 | 丸尾兵三郎 | 丸尾兵三郎 |  |  | 兵三郎の長男 | 兵三郎の長男 | 兵三郎の長男 | 兵三郎の長男 | 兵三郎の長男 | 兵三郎の長男 |  |  |              |              |              |              |              |              |  |  |          |          |          |          |          |          |  |  |          |          |          |          |          |          |  |  |
|            |            |            |            |            |            |  |  |              |              |              |              |              |              |  |  |              |              |              |              |              |              |  |  |          |          |          |          |          |          |  |  |          |          |          |          |          |          |  |  |
|            |            |            |            |            |            |  |  | 兵三郎の子   | 兵三郎の子   | 兵三郎の子   | 兵三郎の子   | 兵三郎の子   | 兵三郎の子   |  |  | 兵三郎の孫娘 | 兵三郎の孫娘 | 兵三郎の孫娘 | 兵三郎の孫娘 | 兵三郎の孫娘 | 兵三郎の孫娘 |  |  |          |          |          |          |          |          |  |  |          |          |          |          |          |          |  |  |
|            |            |            |            |            |            |  |  | 兵三郎の子   | 兵三郎の子   | 兵三郎の子   | 兵三郎の子   | 兵三郎の子   | 兵三郎の子   |  |  | 兵三郎の孫娘 | 兵三郎の孫娘 | 兵三郎の孫娘 | 兵三郎の孫娘 | 兵三郎の孫娘 | 兵三郎の孫娘 |  |  |          |          |          |          |          |          |  |  |          |          |          |          |          |          |  |  |
|            |            |            |            |            |            |  |  |              |              |              |              |              |              |  |  |              |              |              |              |              |              |  |  | 丸尾興堂 | 丸尾興堂 | 丸尾興堂 | 丸尾興堂 | 丸尾興堂 | 丸尾興堂 |  |  | 興堂の娘 | 興堂の娘 | 興堂の娘 | 興堂の娘 | 興堂の娘 | 興堂の娘 |  |  |
|            |            |            |            |            |            |  |  |              |              |              |              |              |              |  |  |              |              |              |              |              |              |  |  | 丸尾興堂 | 丸尾興堂 | 丸尾興堂 | 丸尾興堂 | 丸尾興堂 | 丸尾興堂 |  |  | 興堂の娘 | 興堂の娘 | 興堂の娘 | 興堂の娘 | 興堂の娘 | 興堂の娘 |  |  |
|            |            |            |            |            |            |  |  |              |              |              |              |              |              |  |  | 丸尾良益     |              |              |              |              |              |  |  |          |          |          |          |          |          |  |  |          |          |          |          |          |          |  |  |
|            |            |            |            |            |            |  |  |              |              |              |              |              |              |  |  |              |              |              |              |              |              |  |  |          |          |          |          |          |          |  |  | 丸尾礼作 |          |          |          |          |          |  |  |
|            |            |            |            |            |            |  |  |              |              |              |              |              |              |  |  |              |              |              |              |              |              |  |  |          |          |          |          |          |          |  |  |          |          |          |          |          |          |  |  |
|            |            |            |            |            |            |  |  |              |              |              |              |              |              |  |  |              |              |              |              |              |              |  |  |          |          |          |          |          |          |  |  | 丸尾晋   |          |          |          |          |          |  |  |
|            |            |            |            |            |            |  |  |              |              |              |              |              |              |  |  |              |              |              |              |              |              |  |  |          |          |          |          |          |          |  |  |          |          |          |          |          |          |  |  |
|            |            |            |            |            |            |  |  |              |              |              |              |              |              |  |  |              |              |              |              |              |              |  |  |          |          |          |          |          |          |  |  |          |          |          |          |          |          |  |  |

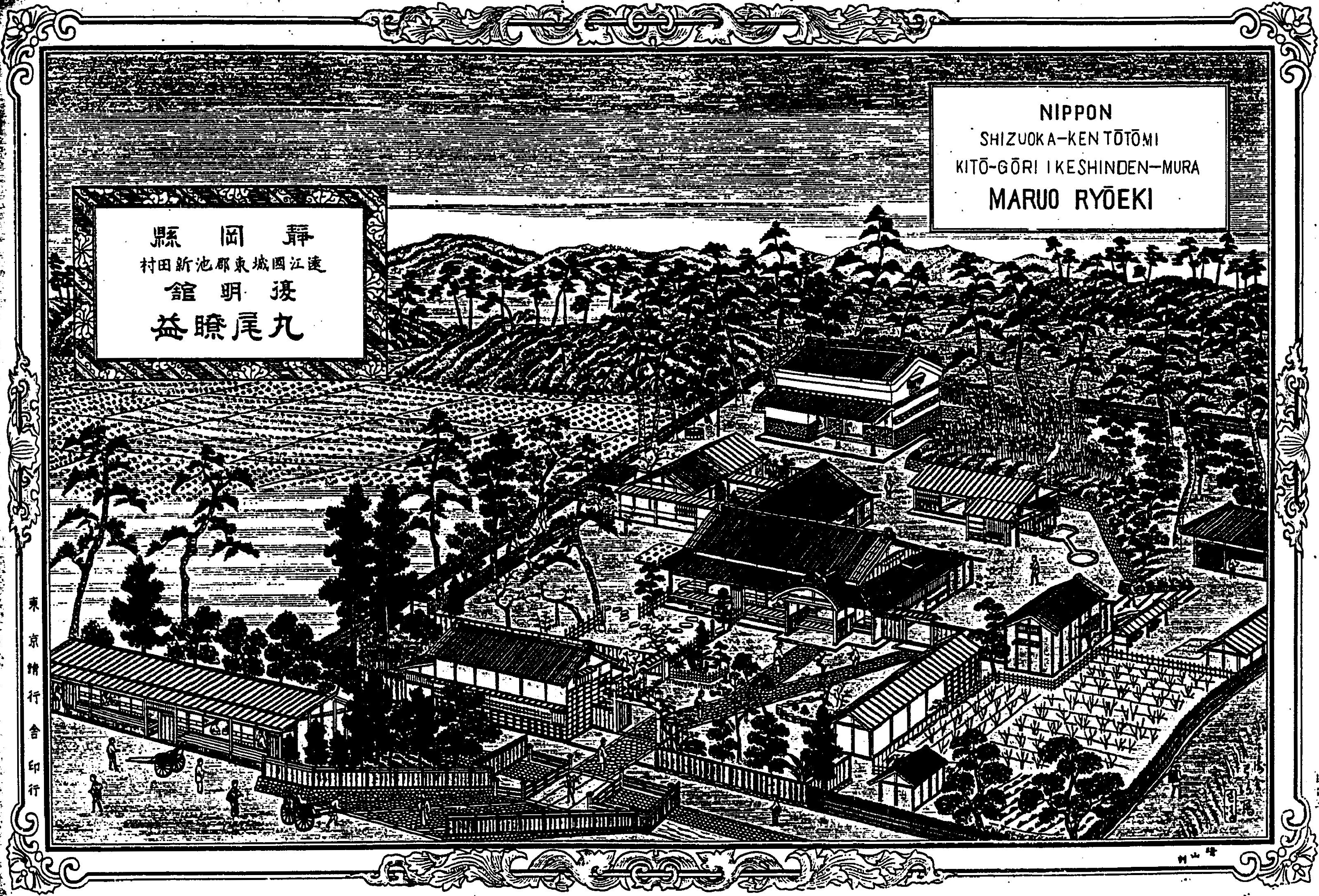
『日本博覧圖――靜岡縣』に掲載された丸尾邸の全景

- 赤地に太字が本人、緑地が復明館丸尾家の本人以外の歴代当主である。
- 丸尾兵三郎の長男は、農家である丸尾家の家督を弟に譲ると[2][7]、分家して医家としての丸尾家を興した[7]。
- 丸尾良益は丸尾兵三郎の長男の姪と結婚し[2][7]、兵三郎の長男の養嗣子となった[2][7]。
- 丸尾礼作は丸尾興堂の娘と結婚し、興堂の養嗣子となった。

## 略歴

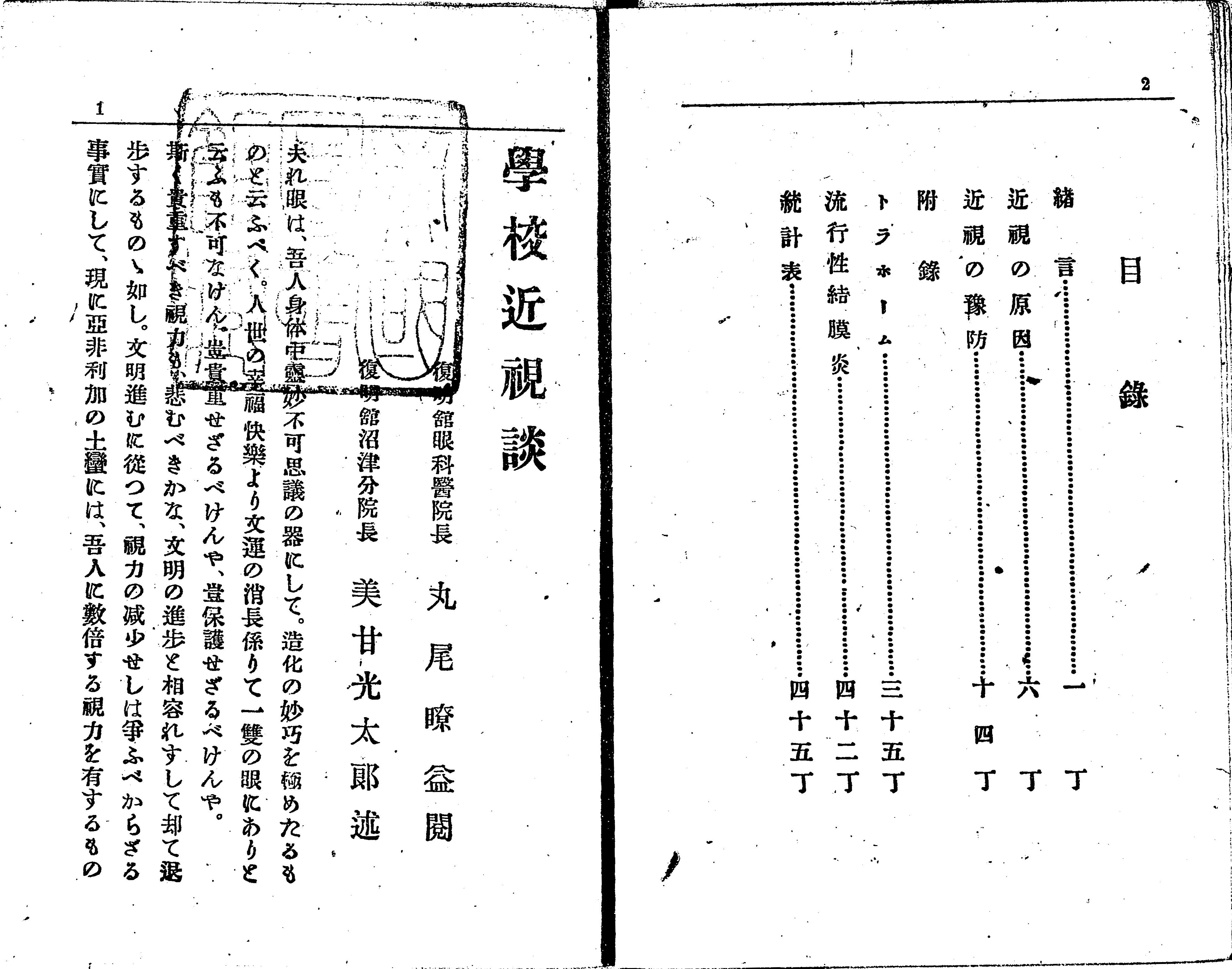
興堂が監修した『學校近視談』

- 1840年 - 遠江国城東郡池新田村にて誕生[2]。
- 1865年 - 開業[3][4]。
- 1882年 - 城東病院創設。
- 1888年 - 「瞭益」号を丸尾礼作に譲る。
- 1888年 - 復明館眼科医院創設。
- 1914年 - 死去。

## 著作

### 監修等
- 丸尾瞭益閲、美甘光太郞述『學校近視談』復明館、1897年。

### 註釈
1. ↑  遠江国城東郡池新田村は、のちの静岡県御前崎市に該当する。
2. ↑  尾張国海東郡馬島村は、のちの愛知県海部郡大治町に該当する。
3. ↑  武蔵国橘樹郡は、のちの神奈川県横浜市に該当する。
4. ↑  静岡県城東郡横須賀町は、のちの静岡県掛川市に該当する。
5. ↑  静岡県榛原郡川崎町は、のちの静岡県牧之原市に該当する。
6. ↑  静岡県有渡郡清水町は、のちの静岡県静岡市に該当する。

## 関連人物
- 岩崎照吉
- ジェームス・カーティス・ヘボン
- 丸尾晋
- 右田アサ